# Julian Gressel
Julian Gressel (Neustadt, 16 dicembre 1993) è un calciatore tedesco naturalizzato statunitense, centrocampista del Minnesota Utd.

## Carriera

### Club
Julian Gressel gioca per svariati anni con la squadra di calcio universitaria di Providence, la Providence Friars, dove si mette in mostra segnando 30 reti in 83 presenze e raccogliendo molti consensi e riconoscimenti.
Prima di intraprendere gli studi universitari, Gressel ha giocato nei campionati regionali tedeschi, con la squadra della sua città e poi in seguito con l'Eintracht Bamberg. Nel Superdraft 2017 firma un contratto con la MLS ed il 13 gennaio 2017 viene preso dall' Atlanta United, con i quali esordisce il 6 marzo nella partita persa per 1-2 contro i New York Red Bulls.
Il 21 gennaio 2020 passa al D.C. United.

### Nazionale
Dopo avere ricevuto la cittadinanza statunitense nel novembre 2022, nel gennaio 2023 viene convocato dalla nazionale, con cui esordisce il 25 gennaio 2023 nell'amichevole persa contro la Serbia (1-2).

## Statistiche

### Presenze e reti nei club
Statistiche aggiornate al 20 ottobre 2024.
| Stagione                   | Squadra                    | Campionato                 | Campionato | Campionato | Coppe nazionali | Coppe nazionali | Coppe nazionali | Coppe continentali | Coppe continentali | Coppe continentali | Altre coppe | Altre coppe | Altre coppe | Totale | Totale |
| Stagione                   | Squadra                    | Comp                       | Pres       | Reti       | Comp            | Pres            | Reti            | Comp               | Pres               | Reti               | Comp        | Pres        | Reti        | Pres   | Reti   |
| -------------------------- | -------------------------- | -------------------------- | ---------- | ---------- | --------------- | --------------- | --------------- | ------------------ | ------------------ | ------------------ | ----------- | ----------- | ----------- | ------ | ------ |
| 2012-2013                  | Eintracht Bamberga         | RL                         | 32         | 1          | -               | -               | -               | -                  | -                  | -                  | -           | -           | -           | 32     | 1      |
| 2017                       | Atlanta United             | MLS                        | 32+1       | 5          | USOC            | 2               | 1               | -                  | -                  | -                  | -           | -           | -           | 35     | 6      |
| 2018                       | Atlanta United             | MLS                        | 33+5       | 4          | USOC            | 2               | 0               | -                  | -                  | -                  | -           | -           | -           | 40     | 4      |
| 2019                       | Atlanta United             | MLS                        | 33+3       | 6+2        | USOC            | 3               | 0               | CCL                | 3                  | 2                  | CC          | 1           | 0           | 43     | 10     |
| Totale Atlanta United      | Totale Atlanta United      | Totale Atlanta United      | 98+9       | 15+2       |                 | 7               | 1               |                    | 3                  | 2                  |             | 1           | 0           | 118    | 20     |
| 2020                       | D.C. United                | MLS                        | 19         | 2          | -               | -               | -               | -                  | -                  | -                  | MiB         | 3           | 0           | 22     | 2      |
| 2021                       | D.C. United                | MLS                        | 34         | 2          | -               | -               | -               | -                  | -                  | -                  | -           | -           | -           | 34     | 2      |
| gen.-lug. 2022             | D.C. United                | MLS                        | 17         | 0          | USOC            | -               | -               | -                  | -                  | -                  | -           | -           | -           | 17     | 0      |
| Totale DC United           | Totale DC United           | Totale DC United           | 70         | 4          |                 | -               | -               |                    | -                  | -                  |             | 3           | 0           | 73     | 4      |
| lug.-dic. 2022             | Vancouver Whitecaps        | MLS                        | 13         | 2          | CC              | 1               | 0               | -                  | -                  | -                  | -           | -           | -           | 14     | 2      |
| gen.-lug. 2023             | Vancouver Whitecaps        | MLS                        | 18         | 3          | CC              | 3               | 2               | CCL                | 3                  | 0                  | -           | -           | -           | 24     | 5      |
| Totale Vancouver Whitecaps | Totale Vancouver Whitecaps | Totale Vancouver Whitecaps | 31         | 5          |                 | 4               | 2               |                    | 3                  | 0                  |             | -           | -           | 38     | 7      |
| lug.-dic. 2023             | Columbus Crew              | MLS                        | 11+4       | 1          | USOC            | -               | -               | -                  | -                  | -                  | LC          | 2           | 0           | 17     | 1      |
| 2024                       | Inter Miami                | MLS                        | 32         | 1          | -               | -               | -               | CCC                | 4                  | 0                  | LC          | 4           | 0           | 40     | 1      |
| 2025                       | Inter Miami                | MLS                        | 0          | 0          | -               | -               | -               | CCC                | 0                  | 0                  | LC+Cmc      | -           | -           | 0      | 0      |
| Totale Inter Miami         | Totale Inter Miami         | Totale Inter Miami         | 32         | 1          |                 | -               | -               |                    | 4                  | 0                  |             | 4           | 0           | 40     | 1      |
| Totale carriera            | Totale carriera            | Totale carriera            | 287        | 29         |                 | 11              | 3               |                    | 10                 | 2                  |             | 10          | 0           | 318    | 34     |

### Cronologia presenze e reti in nazionale
| Cronologia completa delle presenze e delle reti in nazionale ― Stati Uniti | Cronologia completa delle presenze e delle reti in nazionale ― Stati Uniti | Cronologia completa delle presenze e delle reti in nazionale ― Stati Uniti | Cronologia completa delle presenze e delle reti in nazionale ― Stati Uniti | Cronologia completa delle presenze e delle reti in nazionale ― Stati Uniti | Cronologia completa delle presenze e delle reti in nazionale ― Stati Uniti | Cronologia completa delle presenze e delle reti in nazionale ― Stati Uniti | Cronologia completa delle presenze e delle reti in nazionale ― Stati Uniti |
| Data                                                                       | Città                                                                      | In casa                                                                    | Risultato                                                                  | Ospiti                                                                     | Competizione                                                               | Reti                                                                       | Note                                                                       |
| -------------------------------------------------------------------------- | -------------------------------------------------------------------------- | -------------------------------------------------------------------------- | -------------------------------------------------------------------------- | -------------------------------------------------------------------------- | -------------------------------------------------------------------------- | -------------------------------------------------------------------------- | -------------------------------------------------------------------------- |
| 26-1-2023                                                                  | Los Angeles                                                                | Stati Uniti                                                                | 1 – 2                                                                      | Serbia                                                                     | Amichevole                                                                 | -                                                                          | 62’                                                                        |
| 29-1-2023                                                                  | Carson                                                                     | Stati Uniti                                                                | 0 – 0                                                                      | Colombia                                                                   | Amichevole                                                                 | -                                                                          | 81’                                                                        |
| 28-6-2023                                                                  | Saint Louis                                                                | Saint Kitts e Nevis                                                        | 0 – 6                                                                      | Stati Uniti                                                                | Gold Cup 2023 - 1º turno                                                   | -                                                                          | 76’                                                                        |
| 2-7-2023                                                                   | Charlotte                                                                  | Stati Uniti                                                                | 6 – 0                                                                      | Trinidad e Tobago                                                          | Gold Cup 2023 - 1º turno                                                   | -                                                                          | 61’                                                                        |
| 9-7-2023                                                                   | Cincinnati                                                                 | Stati Uniti                                                                | 2 – 2 dts (3 – 2 dtr)                                                      | Canada                                                                     | Gold Cup 2023 - Quarti di finale                                           | -                                                                          | 90’                                                                        |
| 12-7-2023                                                                  | San Diego                                                                  | Stati Uniti                                                                | 1 – 1 dts (4 – 5 dtr)                                                      | Panama                                                                     | Gold Cup 2023 - Semifinale                                                 | -                                                                          | 104’                                                                       |
| Totale                                                                     |                                                                            | Presenze                                                                   | 6                                                                          |                                                                            | Reti                                                                       | 0                                                                          |                                                                            |

## Palmarès

### Club

#### Competizioni nazionali
- Campionato MLS: 2

Atlanta United: 2018
Columbus Crew: 2023
- Lamar Hunt U.S. Open Cup: 1

Atlanta United: 2019
- Canadian Championship: 2

Vancouver Whitecaps: 2022, 2023
- MLS Supporters' Shield: 1

Inter Miami: 2024

#### Competizioni internazionali
- Campeones Cup: 1

Atlanta United: 2019

### Individuale
- Premi Major League Soccer: 1

Miglior giovane: 2017
- George Gross Memorial Trophy: 1

2023